# 倉内憲孝
倉内 憲孝（くらうち のりたか、1936年1月26日 - ）は、日本の実業家。住友電気工業代表取締役社長や、日本電線工業会会長、JR西日本取締役会長などを務めた。大阪府池田市神田在住。

## 人物
兵庫県神戸市生まれ、福井県出身。1958年東京大学工学部を卒業し、住友電気工業入社。川上哲郎の後任として、同社社長を務めた。
その後、2006年からJR福知山線脱線事故を受けて混乱の渦中にあったJR西日本の社外取締役として、代表権のない同社取締役会長及び取締役会議長を務めた。

## 略歴
- 1958年（昭和33年）4月 住友電気工業株式会社入社
- 1983年（昭和58年）4月 同社支配人
- 1985年（昭和60年）6月 同社取締役支配人
- 1989年（平成元年）6月 同社常務取締役
- 1991年（平成3年）6月 同社代表取締役社長
- 1999年（平成11年）6月 同社取締役会長
- 2003年（平成15年）6月 同社顧問（現在）
- 2006年（平成18年）2月 JR西日本顧問
- 2006年（平成18年）6月 JR西日本取締役会長・取締役会議長（社外取締役）
- 2012年（平成24年）5月 JR西日本取締役（社外取締役）
- 2014年（平成26年）6月 道路交通情報通信システムセンター理事長[1]
- 2017年（平成29年）4月 旭日重光章受章[2]